# 존 휘트컴 주니어
존 휘트컴 주니어(John Witcomb Jr., 1924년 6월 22일 ~ 2020년 2월 5일)는 미국의 창조과학 신봉자이다.

## 생애
1924년 미국 조지 패튼 장군의 참모 장교의 아들로 태어나 좋은 교육을 받고 자랐다. 다년간 중국에서 살면서 중국어를 배웠고, 미국으로 옮겨 프린스턴 대학교에서 역사적 지질학과 고고학을 1년 간 배웠다.
학부 1학년 때 복음주의 기독교인이 되었다. 1948년 졸업했는데 고대 역사, 유럽사 학사 학위를 받았다.
졸업 후 기독교 근본주의 성향의 그레이스 신학교에 다녔다. 1951년에 신학사 학위를 취득했다. 동 대학교 대학원에서 대학원을 다니면서 구약성경과 히브리어, 창조론의 간격 이론을 가르쳤다.
《창세기의 홍수》를 공동저술한 이후 여러 가지 의미로 유명해졌다. 그는 1980년까지 그레이스 신학교에서 학자로 일했다. 스페인 세계복음선교위원회 의장을 역임했다.

## 성향
일반적으로 적절한 정규교육을 받지 못한 다른 근본주의 설교자들과 다르게, 휘트컴 주니어는 좋은 교육을 받아 그들과는 비교가 되지 않았다. 헨리 모리스(Henry M. Morris)의 강연을 좋아했고, 홍수지질학을 옹호했다.

## 주요 입장
성경 창세기와 지질학의 조화에 대해 이해하지 못했다. 그는 광범위한 지역에 보편적으로 일어난 대홍수를 지지했다. 화석들이 에덴의 창조보다 먼저 존재하는 것에 대해서도 이해하지 못했다.
《창세기의 홍수》에서 성경에 오류가 없으며 이성과 경험은 신학적 진리를 발견하는 데 충분한 도구가 될 수 없다고 생각했다. 성경은 그 자체로 완전함의 증거가 된다고 보았다.

## 저서
- 《창세기의 홍수》(The Genesis Flood, 1957): 그의 450쪽짜리 박사 논문이다.[6] 헨리 모리스(Henry M. Morris)와 공저했다.[7]
- 《초기의 지구》(The Earth Early, 1972): 커스탠스와 간격 이론에 대해 비판함.[2]
- 《사라진 세계》(The World that Perished, 1973)[2]: 홍수지질학 교양서[8]
- 《달: 그것의 창조, 형성, 의미》(The Moon: Its Creation, Form, Significance, 1978): 공저[8]

## 평가
《창세기의 홍수》가 저술된 이후 보수적인 기독교 내에서 열렬한 지지를 받았다. 그러나 그 외에서는 별다른 반향을 일으키지 못했다.

## 같이 보기
- 조지 맥크리디 프라이스
- 헨리 모리스
- 창조과학

## 참고 문헌
- 로널드 L. 넘버스 (2016). 《창조론자들》. 새물결플러스. ISBN 9791186409558.